# 姜克夫
姜克夫（1913年7月—1993年12月12日），原名绍虞，曾用名姜渭扬、江白峰，以笔名行。山东高唐后郭庄人。中国历史学家。中国社会科学院近代史研究所研究员。

## 生平
1958年调任中国科学院近代史研究所任副研究员。1959年后参加了全国政协《文史资料选辑》的编纂，兼任全国政协文史办公室副主任，主持审读稿件。1972年，调任中国科学院近代史研究所民国史研究室副主任，分管《中华民国史资料丛稿·大事记》的编写工作。1982年10月离休。

## 著作
- 《民国军事史略稿》（共4卷6册100余万字）
- 《中华民国大事记（1905-1949年）》[1]
- 《抗日根据地鲁西北区（新善本）》
- 《东北大学史稿》[2]